# VDO (companie)

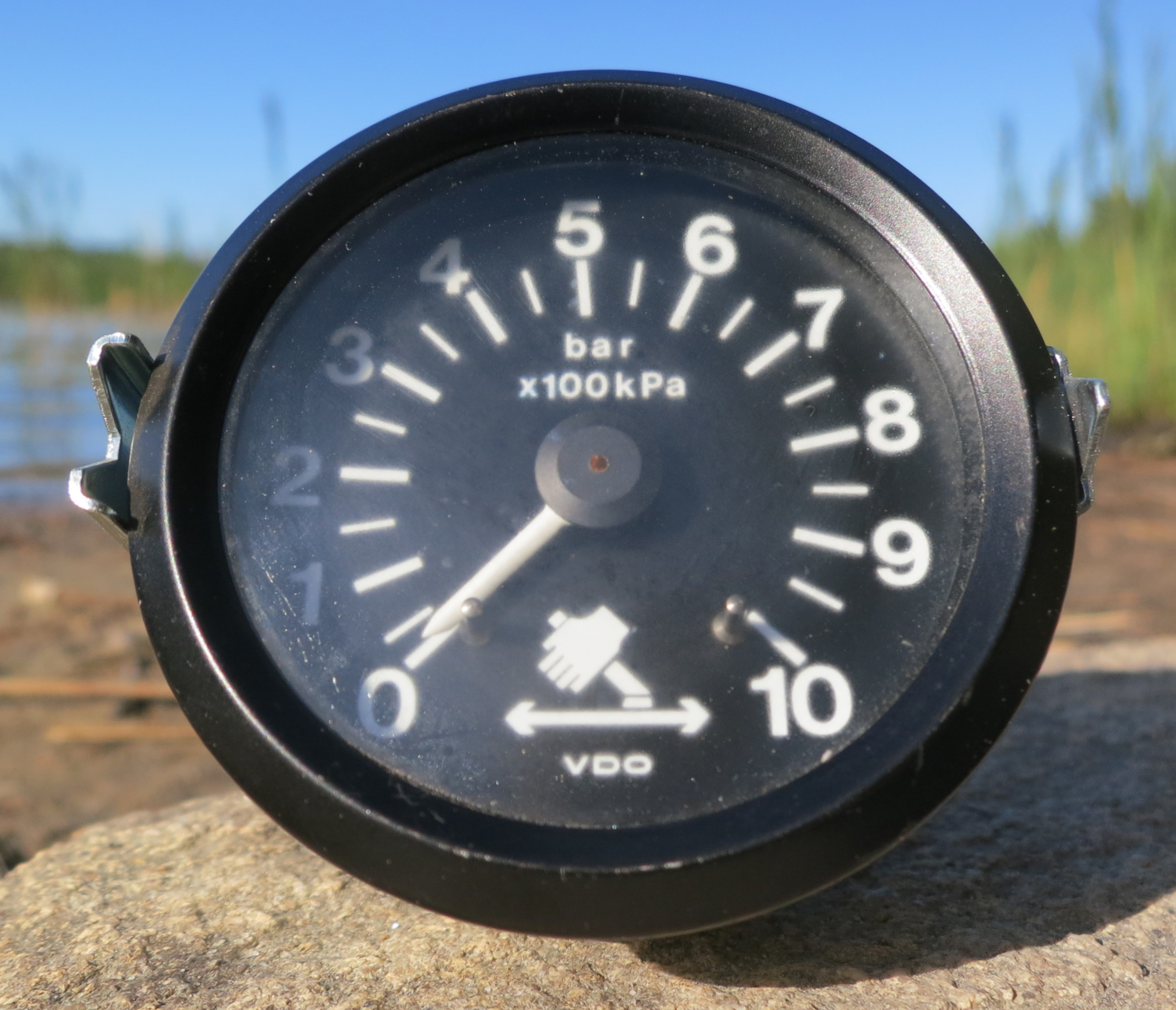
Manometru de presiune a uleiului de la VDO

VDO este o companie producătoare de componente auto din Germania.

## Istorie
Compania a fost achiziționată în anul 1991 de firma Mannesmann iar în 2000 a fost cumpărată de firma Siemens AG, devenind „Siemens VDO”.
În 2011 a fost vândută grupului Continental AG.

## VDO în România
Compania deține la Timișoara două locații, un centru R&D care lucrează în special pentru compania-mamă din Germania, VDO, dezvoltând software, hardware și proiectare mecanică pentru diferiți clienți și o unitate de producție care produce unități de control pentru airbag-uri.
În mai 2006, compania a inaugurat la Iași al doilea centru de dezvoltare soft și componente electronice din România.
Număr de angajați:
- 2007: 1.500[3]
- 2006: 1.200[4]
- 2005: 1.100[5]
- 2000: 10[4]

Cifra de afaceri în 2006: 34,7 milioane euro.